# Khánh Hòa (phường)
Khánh Hòa là một phường và là phường có diện tích lớn nhất thuộc thành phố Cần Thơ, Việt Nam.

## Địa lý
Phường Khánh Hòa có vị trí địa lý:
- Phía đông giáp xã Liêu Tú
- Phía tây giáp phường Vĩnh Phước và xã Hòa Tú
- Phía nam giáp phường Vĩnh Châu và xã Vĩnh Hải
- Phía bắc giáp xã Ngọc Tố và xã Thạnh Thới An.

Phường Khánh Hòa có diện tích 130,48 km², dân số năm 2024 là 37.634 người, mật độ dân số đạt 288 người/km².

## Lịch sử
Ngày 20 tháng 9 năm 1975, Bộ Chính trị ban hành Nghị quyết số 245-NQ/TW về việc hợp nhất tỉnh Cần Thơ (ngoại trừ huyện Thốt Nốt), tỉnh Sóc Trăng, tỉnh Trà Vinh, tỉnh Vĩnh Long thành một tỉnh, tên gọi tỉnh mới cùng với nơi đặt tỉnh lỵ sẽ do địa phương đề nghị lên.
Ngày 20 tháng 12 năm 1975, Bộ Chính trị ban hành Nghị quyết số 19/NQ về việc hợp nhất tỉnh Cần Thơ (bao gồm cả huyện Thốt Nốt của tỉnh Long Xuyên), tỉnh Sóc Trăng thành một tỉnh mới, tên gọi tỉnh mới cùng với nơi đặt tỉnh lỵ sẽ do địa phương đề nghị lên.
Ngày 24 tháng 2 năm 1976, Chính phủ Cách mạng lâm thời Cộng hòa miền Nam Việt Nam ban hành Nghị định số 3/NQ/1976 về việc hợp nhất tỉnh Cần Thơ, tỉnh Sóc Trăng và thành phố Cần Thơ thành một tỉnh mới, lấy tên là tỉnh Hậu Giang.
Ngày 15 tháng 9 năm 1981, Hội đồng Bộ trưởng ban hành Quyết định số 70-HĐBT về việc:
- Chia xã Khánh Hòa thuộc huyện Vĩnh Châu thành 4 xã: Châu Khánh, Hòa Đông, Hòa Khởi, Khánh Hòa.
- Chia xã Vĩnh Phước thuộc huyện Vĩnh Châu thành 7 xã: Vĩnh Bình, Vĩnh Hiệp, Vĩnh Phước, Vĩnh Tân, Vĩnh Thành, Vĩnh Tiến, Vĩnh Tỉnh.

Ngày 16 tháng 9 năm 1989, Hội đồng Bộ trưởng ban hành Quyết định số 128-HĐBT về việc:
- Sáp nhập xã Châu Khánh vào xã Khánh Hòa.
- Sáp nhập xã Hòa Khởi vào xã Hòa Đông.
- Sáp nhập xã Vĩnh Tỉnh vào xã Vĩnh Hiệp.

Sau khi phân vạch địa giới hành chính:
- Xã Hòa Đông có 3.273,66 ha diện tích tự nhiên và 5.817 nhân khẩu.
- Xã Khánh Hòa có 2.417,35 ha diện tích tự nhiên và 4.712 nhân khẩu.
- Xã Vĩnh Hiệp có 2.748,51 ha diện tích tự nhiên và 5.128 nhân khẩu.

Ngày 7 tháng 12 năm 1990, Ban Tổ chức – Cán bộ của Chính phủ ban hành Quyết định số 547/QĐ-TCCP về việc:
- Sáp nhập 704,75 ha diện tích tự nhiên và 1.193 nhân khẩu của xã Hòa Thanh mới giải thể vào xã Hòa Đông.
- Sáp nhập 485,28 ha diện tích tự nhiên và 483 nhân khẩu của Khánh Hòa vào xã Hòa Đông.
- Sáp nhập 630,39 ha diện tích tự nhiên và 611 nhân khẩu của xã Vĩnh Châu; phần còn lại của xã Hòa Thanh mới giải thể bao gồm 1.926,93 ha diện tích tự nhiên và 4.013 nhân khẩu vào xã Khánh Hòa.
- Sáp nhập phần còn lại của xã Vĩnh Tiến mới giải thể bao gồm 1.045,73 ha diện tích tự nhiên và 1.907 nhân khẩu vào xã Vĩnh Hiệp.

Sau khi phân vạch địa giới hành chính:
Xã Hòa Đông có 4.463,69 ha diện tích tự nhiên và 8.258 nhân khẩu.
- Xã Khánh Hòa có 4.489,39 ha diện tích tự nhiên và 7.946 nhân khẩu.
- Xã Vĩnh Hiệp có 3.794,24 ha diện tích tự nhiên và 7.259 nhân khẩu.[10]

Ngày 26 tháng 12 năm 1991, Quốc hội ban hành Nghị quyết về việc chia tỉnh Hậu Giang thành tỉnh Cần Thơ và tỉnh Sóc Trăng.
Ngày 26 tháng 11 năm 2003, Quốc hội ban hành Nghị quyết số 22/2003/QH11 về việc chia tỉnh Cần Thơ thành thành phố Cần Thơ trực thuộc trung ương và tỉnh Hậu Giang.
Ngày 25 tháng 8 năm 2011, Chính phủ ban hành Nghị quyết số 90/NQ-CP về việc:
- Thành lập thị xã Vĩnh Châu thuộc tỉnh Sóc Trăng.
- Thành lập phường Khánh Hòa thuộc thị xã Vĩnh Châu trên cơ sở toàn bộ 4.590,84 ha diện tích tự nhiên và 10.475 người của xã Khánh Hòa.
- Xã Hòa Đông và xã Vĩnh Hiệp trực thuộc thị xã Vĩnh Châu.

Tính đến ngày 31/12/2024:
- Phường Khánh Hòa có 11 khóm: Bưng Tum, Châu Khánh, Huỳnh Thu, Khánh Nam, Kinh Mới Đông, Kinh Mới Sóc, Kinh Ven, Lẫm Thiết, Lê Văn Tư, Nguyễn Út, Trà Niên.
- Xã Hòa Đông có 10 ấp: Cảng Buối, Giầy Lăng, Hòa Giang, Hòa Khởi, Lẫm Thiết, Nguyễn Út, No Tôm, Thạch Sao, Trà Teo, Xóm Mới.
- Xã Vĩnh Hiệp có 9 ấp: Đặng Văn Đông, Kinh Mới, Ngã Tư, Phạm Kiểu, Tân Hưng, Tân Lập, Tân Thành A, Tân Thành B, Tân Tỉnh.

Ngày 12 tháng 6 năm 2025, Quốc hội ban hành Nghị quyết số 202/2025/QH15 về việc sắp xếp đơn vị hành chính cấp tỉnh (nghị quyết có hiệu lực từ ngày 12 tháng 6 năm 2025). Theo đó, sáp nhập tỉnh Hậu Giang và tỉnh Sóc Trăng vào thành phố Cần Thơ.
Ngày 16 tháng 6 năm 2025, Ủy ban Thường vụ Quốc hội ban hành Nghị quyết số 1668/NQ-UBTVQH15 về việc sắp xếp các đơn vị hành chính cấp xã của thành phố Cần Thơ năm 2025 (nghị quyết có hiệu lực từ ngày 16 tháng 6 năm 2025). Theo đó, sáp nhập toàn bộ 45,88 km² diện tích tự nhiên, quy mô dân số là 12.868 người của xã Hòa Đông và toàn bộ 38,44 km² diện tích tự nhiên, quy mô dân số là 10.547 người của xã Vĩnh Hiệp vào toàn bộ 46,16 km² diện tích tự nhiên, quy mô dân số là 14.219 người của phường Khánh Hòa thuộc thị xã Vĩnh Châu, tỉnh Sóc Trăng.
Phường Khánh Hòa có 130,48 km² diện tích tự nhiên và quy mô dân số là 37.634 người.